# Cladonia hypomelaena
Cladonia hypomelaena (Vain.) S. Stenroos (2001), è una specie di lichene appartenente al genere Cladonia,  dell'ordine Lecanorales.
Il nome proprio deriva dal greco ὐπό, cioè ypò, che significa sotto, in basso, e dall'aggettivo μὲλας, μὲλαινα, μὲλαν, cioè mèlas, mèlaina, mèlan, che significa nero, di colore nero, ad indicare il colore delle parti basali.

## Caratteristiche fisiche
Le caratteristiche diagnostiche distintive per non confondere questa specie con la C. miniata sono la presenza di un squamule abbastanza grandi, lunghezza da 3 a 11 millimetri, di colore bruno scuro o arancione e le midolla sono sempre di colore bianco.
I podezi di norma sono presenti e sono situati lungo il margine delle squamule e raggiungono un'altezza massima di 10 millimetri. Fra i prodotti secondari di metabolismo di questo lichene, l'esame cromatografico ha rilevato quantità di acido didimico, acido rodocladonico e, in tracce, acido condidimico e acido subdidimico
Il fotobionte è principalmente un'alga verde delle Trentepohlia.

## Località di ritrovamento
La specie è stata rinvenuta nelle seguenti località:
- Brasile (Parque Natural de Caraça, nello stato di Minas Gerais)

## Tassonomia
Questa specie appartiene alla sezione Cocciferae;in un primo momento era inclusa in C. secundana (secondo Nyl. da Stenroos (1989c) e Ahti (2000)); in un secondo momento venne considerata una forma di C. miniata e solo recenti studi l'hanno fatta assurgere al rango di specie a sé; nell'ambito delle Cocciferae alcuni autori inseriscono la C. hypomelaena in un gruppo, Miniatae, con caratteristiche precipue comuni anche alle seguenti specie: C. ahtii, C. anaemica, C. lopezii, C. miniata, C. parvipes, C. salmonea e C. secundana.
A tutto il 2008 non sono state identificate forme, sottospecie e varietà.